# Цезій-133
Цезій-133 (англ. caesium-133) — єдиний стабільний ізотоп хімічного елемента цезію з атомним номером 55 та масовим числом 133. Ізотопна поширеність цезію-133 у природі становить близько 100 %.

## Утворення ізотопа
Цезій-133 утворюється в результаті β−-розпаду нукліда ксенону 133Xe (період напіврозпаду 5,2475(5) діб) та електронного захоплення нуклідом барію 133Ba (період напіврозпаду 10,51(5) року):
{\displaystyle \mathrm {{}^{1}{}_{54}^{33}Xe} \rightarrow \mathrm {{}^{1}{}_{55}^{33}Cs} +e^{-}+{\bar {\nu }}_{e}}
{\displaystyle \mathrm {{}^{1}{}_{56}^{33}Ba} +\mathrm {e} ^{-}\rightarrow \mathrm {{}^{1}{}_{55}^{33}Cs} +{\nu }_{e}} 

## Застосування
З 1967 явище переходу між двома надтонкими рівнями основного стану атома цезію-133 використовується для визначення однієї з основних одиниць вимірювання часу — секунди.